# بطولة العالم للدراجات على المضمار 1933
بطولة العالم للدراجات على المضمار 1933 هي الدورة ال36 من بطولة العالم للدراجات على المضمار، أجريت في باريس، فرنسا.

## النتائج النهائية
| المسابقة                           | ذهبية              | فضية                 | برونزية           |
| ---------------------------------- | ------------------ | -------------------- | ----------------- |
| السرعة الفردية                     | Jef Scherens (BEL) | لوسيان ميتشارد (FRA) | ألبرت ريختر (GER) |
| سباق مطاردة الدراجة النارية للهواة |                    |                      |                   |